# يكسيل أوسمانوفسكي
يكسيل أوسمانوفسكي (بالسويدية: Yksel Osmanovski)‏ (24 فبراير 1977 في مالمو) (بالمقدونية:Иксел Османовски) لاعب كرة قدم سويدي ذو أصول مقدونية وتركية معتزل كان يجيد اللعب في مركز الجناح بالإضافة إلى مركز المهاجم .
لعب أوسمانوفسكي في أندية مالمو (1995-1998) باري (1998-2001) تورينو (2001-2003) بوردو بالإعارة (2002) مالمو مجددا (2004-2007) .
ساهم أوسمانوفسكي في تتويج نادي بوزردو ببطولة كأس الدوري الفرنسي موسم 2001/2002 .
لعب أوسمانوفسكي مع منتخب السويد في 14 مباراة دولية مسجلا هدفين في الفترة من 1998 إلى 2006 . تم استدعائه للمشاركة في بطولة كأس الأمم الأوروبية لكرة القدم 2000 التي أقيمت في هولندا وبلجيكا ولكنه خرج من الدور الأول بعد خسارته من منتخبي بلجيكا وإيطاليا وتعادله مع منتخب تركيا .
يعتبر أوسمانوفسكي أول لاعب كرة قدم مسلم يمثل منتخب السويد .

## روابط خارجية
- يكسيل أوسمانوفسكي على موقع IMDb (الإنجليزية)
- يكسيل أوسمانوفسكي على موقع قاعدة بيانات كرة القدم.إي يو (الإنجليزية)
- يكسيل أوسمانوفسكي على موقع ناشيونال فوتبول تيمز (الإنجليزية)
- يكسيل أوسمانوفسكي على موقع Soccerway.com (الإنجليزية)
- يكسيل أوسمانوفسكي على موقع عالم كرة القدم.نت (الإنجليزية)
- يكسيل أوسمانوفسكي على موقع كووورة